# Mario Dorgeles
Maho Yepie Dorgeles Guy-Mario Bocha (Costa de Marfil, 7 de agosto de 2004) es un futbolista marfileño que juega como centrocampista en el S. C. Braga de la Primeira Liga.

## Estadísticas

### Clubes
Actualizado al último partido disputado el 3 de noviembre de 2024.
| Club                         | Div.          | Temporada     | Liga  | Liga  | Liga   | Copas nacionales | Copas nacionales | Copas nacionales | Copas internacionales | Copas internacionales | Copas internacionales | Total | Total | Total  |
| Club                         | Div.          | Temporada     | Part. | Goles | Asist. | Part.            | Goles            | Asist.           | Part.                 | Goles                 | Asist.                | Part. | Goles | Asist. |
| ---------------------------- | ------------- | ------------- | ----- | ----- | ------ | ---------------- | ---------------- | ---------------- | --------------------- | --------------------- | --------------------- | ----- | ----- | ------ |
| F. C. Nordsjælland Dinamarca | 1.ª           | 2022-23       | 15    | 0     | 2      | 6                | 0                | 1                | ―                     | ―                     | ―                     | 21    | 0     | 3      |
| F. C. Nordsjælland Dinamarca | 1.ª           | 2023-24       | 23    | 1     | 0      | 1                | 0                | 0                | 7                     | 0                     | 0                     | 31    | 1     | 0      |
| F. C. Nordsjælland Dinamarca | 1.ª           | 2024-25       | 14    | 1     | 2      | 1                | 0                | 0                | ―                     | ―                     | ―                     | 15    | 1     | 2      |
| F. C. Nordsjælland Dinamarca | Total club    | Total club    | 52    | 2     | 4      | 8                | 0                | 1                | 7                     | 0                     | 0                     | 67    | 2     | 5      |
| Total carrera                | Total carrera | Total carrera | 52    | 2     | 4      | 8                | 0                | 1                | 7                     | 0                     | 0                     | 67    | 2     | 5      |